# Peruanische Davis-Cup-Mannschaft
Die peruanische Davis-Cup-Mannschaft ist die Herren-Tennisnationalmannschaft Perus. Der Davis Cup ist der wichtigste Wettbewerb für Nationalmannschaften im Herren-Tennis, analog zum Fed Cup bei den Damen.

## Geschichte
Peru nahm 1968 erstmals aktiv am Davis Cup teil, nachdem es 1933, 1934 und 1950 zwar für den Bewerb genannt worden war, dann jedoch sich vor dem jeweils ersten Spiel wieder zurückgezogen hatte. Das beste Ergebnis erzielte die Mannschaft mit der bislang einzigen Teilnahme in der Weltgruppe 2008, nachdem sie ihr Relegationsspiel gegen Belarus hatte gewinnen können. In der ersten Runde unterlagen sie in Lima jedoch Spanien glatt mit 0:5. Erfolgreichster Spieler ist Jaime Yzaga mit 41 Siegen, Rekordspieler mit 31 Teilnahmen ist Iván Miranda.